# Kolcoszczurek japoński
Kolcoszczurek japoński (Tokudaia tokunoshimensis) – endemiczny gatunek gryzonia z rodziny myszowatych, występujący wyłącznie na wyspie Tokuno-shima.

## Biologia
Gryzoń ten zamieszkuje wyłącznie północną i środkową część Tokuno-shimy, wyspy w japońskim archipelagu Riukiu. Występuje w pobliżu gór Amagi i Inokawa. Zaobserwowano spadek populacji tych gryzoni skorelowany ze zmniejszeniem liczby siewek kasztanów po przejściu niektórych tajfunów.
Gryzonie te zostały uznane za odrębne od pokrewnych kolcoszczurków amamijskich (Tokudaia osimensis) z wyspy Amami Ōshima; wcześniej łączono je w jeden gatunek. Gatunki rodzaju Tokudaia różni liczba chromosomów i system determinacji płci; kolcoszczurek japoński ma 45 chromosomów i system X0.

## Populacja
Kolcoszczurek japoński jest uznawany za gatunek zagrożony ze względu na bardzo ograniczony zasięg występowania, poniżej 200 km². Jest to gryzoń leśny, nie występuje na plantacjach. Zagraża mu utrata środowisk i drapieżnictwo ze strony zdziczałych kotów i psów.